# Imma
imma（イマ）は、Aww Inc.が運営する架空のキャラクターでバーチャルモデル。
ピンクのボブスタイルが特徴。国籍、年齢、性別非公開。
Instagramのフォロワーは40万人、TikTokは48万人、Twitterなど他SNSでの総合計数は150万フォロワーに達している。(2023年2月現在) 
弟は同じくAww Inc.が運営する架空のキャラクターでバーチャルモデルのplusticboy（通称Zinn）。

## 略歴
2018年、仕掛け人「M」のプロデュースの下、突如インスタグラムに現れ、身長や体重、国籍、経歴も一切不明なimmaに注目が集まる。
2019年1月、コンピューターグラフィックスの総合誌『CGワールド』の表紙を飾って以降、多業界で活動。海外での活動も増える。
2020年8月 イケア原宿ショップウィンドウにてインスタレーションを公開。
2021年
- 1月、AMAZON THE DROPより自身初となるアパレルコレクションを発表。
- 5月 Diesel Art Galleryで「imma天」を開催[2]。immaがキュレーターとなり、YOSHIROTTENをはじめ、親交のあるアーティスト13名が、ペインティング、ドローイング、グラフィック、デジタルデータ、写真、立体、映像、様々な手法で「imma」を題材にした展示会を開催。
- 6月、中国炭酸水ブランド「Watson's Soda Water」より発売される新商品「Xソーダ」のアンバサダーに就任。
- 9月、2020年東京パラリンピックの閉会式に登場。冒頭の演出では、会場の床を覆い尽くさんばかりに巨大にクローズアップされたimmaが出現した[3]。

2021年12月、タイの通信会社TRUEの「TRUE 5G」のアンバサダーに就任。
2022年
- 1月、Tommy Jeansのアンバサダーに就任。doublet 22-23FWコレクションで背丈、体型、性別が異なる25人のモデルたちがimmaのマスクで登場[5]。NFTマーケットプレイス「Opensea」にて”KANJO by imma”コレクションを発表[6]。全10作品をツイッター上で抽選、無料配布をする。
- 9月、Vivo V25シリーズのキャンペーンでバーチャルアンバサダーに就任[7]。
- 11月、Coinbaseと共同で「Complexcon Long Beach 2022」にブースを出展。自身のデザインするバーチャルファッションを初お披露目する[8]。

2025年4月12日、大阪・関西万博のスペシャルサポーターに就任したことから、同イベント開会式の司会進行を務めた。

## 受賞
2020年12月、Forbes（PL)が発行する「Forbes Women」で「Women of the Year 2020」に選出
2022年12月、K11 NightでBest Couple賞とBest Dressed in “Volume” Category賞を受賞。

## 出演

### テレビ
- 令和ネット論 (2023年1月4日、NHK)

### 雑誌カバー
- CGWORLD（2019年2月号・2020年11月号・2022年12月号）
- WWD JAPAN（2019年）
- GRAZIA China 452号（2020年4月）
- VoCE Chinese edition（2021年12月号）
- Wonderland China（2020年9月号）

### CM動画
- SK-II（2019年）「ピテラ™️」
- Magnum（2020年）「新作アイスクリーム抹茶味キャンペーン」
- IKEA Japan（2020年）「immaリビングルームインスタレーション」
- Amazon The Drop（2021年）「Tokyo Chaos」
- Watson’s Soda Water（2021年）「Xソーダ」
- KATE（2021年）「REAL/UNREAL. その肌、リアルか、アンリアルか。」
- Pinkoi（2021年）「Pin Trip」
- Lenovo（2021年）「PC Yoga ブランドムービー」
- TRUE（2021年）「True 5G」
- Tommy jeans（2022年）「TOMMY JEANS 2022 Spring new campaign “Play to Progress」
- BMW（2022年）「BMW’s next-generation electric vehicle “i4 M50”」
- vivo（2022年）「vivo V25 series」